# Fredda
Il Fredda o Valfredda, è un torrente che bagna la zona meridionale della Valganna. Il Fredda nasce appena sotto il Monte Chiusarella. Il torrente dopo aver lambito l'Alpe del Cuseglio, forma le Forre della Valganna, monumento naturale di pregevole valore naturalistico del Parco Regionale Campo dei Fiori. Infine, il Fredda, si versa nell'Olona di Valganna. Il Fredda è uno dei maggiori affluenti dell'Olona.